# Křetín
Křetín (deutsch Krzetin) ist eine Gemeinde in Tschechien. Sie liegt sechs Kilometer nordwestlich von Letovice an der Křetínka und gehört zum Okres Blansko.

## Gemeindegliederung
Die Gemeinde Křetín besteht aus den Ortsteilen Dolní Poříčí (Unter Porzicz) und Křetín (Krzetin), die zugleich auch Katastralbezirke bilden.

## Sehenswürdigkeiten
- Sankt-Hieronymus-Kirche
- Bildstock
- Statue Sankt Johannes Nepomuk
- Talsperre Letovice

## Söhne und Töchter der Gemeinde
- Rudolf Dvořák (1861–1919), Historiker
- František Mareš (1862–1941), Pädagoge
- Emil Berisch (1872–1941), Theaterschauspieler und -regisseur